# Nils Fröling
Nils Gustav Georg Fröling (Dallas, 20 aprile 2000) è un calciatore svedese, attaccante della Dinamo Dresda.

## Biografia
Nato negli Stati Uniti, all'età di 7 anni si è trasferito in Svezia.

## Caratteristiche tecniche
È un centravanti.

## Carriera

### Club
Ha iniziato a giocare a calcio nel settore giovanile del Boo FF, società con sede nell'omonimo distretto alle porte di Stoccolma. All'età di 13 anni con la maglia del Boo FF ha anche debuttato a livello senior nella settima serie nazionale.
Nel 2016 si è trasferito nel settore giovanile dell'Åtvidaberg. Anche in questo caso ha esordito con la prima squadra, giocando dieci partite nella Superettan 2017 in un campionato concluso con la discesa della squadra in terza serie.
Nel gennaio 2018 ha deciso di lasciare il retrocesso Åtvidaberg per entrare a far parte del Kalmar, potendo di fatto disputare il suo primo campionato nella massima serie svedese. Ha esordito in Allsvenskan il successivo 29 aprile, alla sesta giornata, subentrando nel secondo tempo della vittoria casalinga per 3-0 contro il Malmö FF. Il 14 maggio è partito titolare per la prima volta in occasione della partita contro il Sirius, terminata 1-0 e decisa proprio dal primo gol di Fröling in Allsvenskan. Ha chiuso la stagione 2018 con 2 gol in 14 presenze in campionato. Il 4 agosto 2018 rinnova il suo contratto con il club sino al 31 dicembre 2021.
Il 29 dicembre 2021 viene annunciato che non avrebbe rinnovato il suo contratto con il Kalmar, e contestualmente si accasa ai tedeschi dell'Hansa Rostock.

### Nazionale
Ha rappresentato le selezioni under-19 e under-21 della Svezia.

## Statistiche
Statistiche aggiornate al 5 agosto 2019.

### Presenze e reti nei club
| Stagione        | Squadra         | Campionato      | Campionato | Campionato | Coppe nazionali | Coppe nazionali | Coppe nazionali | Coppe continentali | Coppe continentali | Coppe continentali | Altre coppe | Altre coppe | Altre coppe | Totale | Totale | Totale |
| Stagione        | Squadra         | Comp            | Pres       | Reti       | Comp            | Pres            | Reti            | Comp               | Pres               | Reti               | Comp        | Pres        | Reti        | Pres   | Reti   |        |
| --------------- | --------------- | --------------- | ---------- | ---------- | --------------- | --------------- | --------------- | ------------------ | ------------------ | ------------------ | ----------- | ----------- | ----------- | ------ | ------ | ------ |
| 2017            | Åtvidaberg      | S1              | 10         | 0          | CS              | 1               | 0               |                    | -                  | -                  |             | -           | -           | 11     | 0      |        |
| 2018            | Kalmar          | A               | 14         | 2          | CS              | 1               | 0               |                    | -                  | -                  |             | -           | -           | 15     | 2      |        |
| 2019            | Kalmar          | A               | 16         | 3          | CS              | 0               | 0               |                    | -                  | -                  |             | -           | -           | 16     | 3      |        |
| Totale carriera | Totale carriera | Totale carriera | 40         | 5          |                 | 2               | 0               |                    | -                  | -                  |             | -           | -           | 42     | 5      |        |